# Ixodes frontalis
Espèce
Synonymes
- Acarus frontalis Panzer, 1798
- Ixodes pari Leach, 1815

Ixodes frontalis est une espèce de tiques de la famille des Ixodidae.

## Distribution et hôtes
Cette tique ornithophile se rencontre en zone paléarctique occidentale.
Elle parasite souvent des Passeriformes.

## Taxinomie et systématique
Selon une étude phylogénique du gène POL II (codant l'ARN polymérase II), le plus proche parent de cette espèce serait Ixodes brunneus.

## Publication originale
- Panzer, 1798 : Faunae Insectorum Germaniae initia oder Deutschlands Insecten. Felseckersche Buchhandlung, Nürnberg.